# Nolana lycioides
Nolana lycioides är en potatisväxtart som beskrevs av Ivan Murray Johnston. Nolana lycioides ingår i släktet cymbalblommor, och familjen potatisväxter. Inga underarter finns listade i Catalogue of Life.

## Bildgalleri

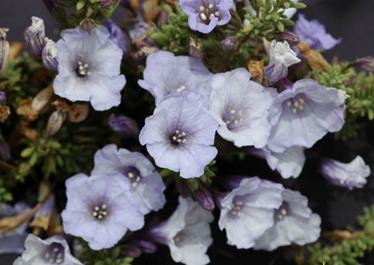